# Krutěnice
Krutěnice jsou malá vesnice, část města Nalžovské Hory v okrese Klatovy v Plzeňském kraji. Nachází se asi 4,5 kilometru jihozápadně od Nalžovských Hor. Krutěnice jsou také název katastrálního území o rozloze 3,77 km².

## Historie
První písemná zmínka o vesnici pochází z roku 1383.

## Obyvatelstvo
| Rok            | 1869 | 1880 | 1890 | 1900 | 1910 | 1921 | 1930 | 1950 | 1961 | 1970 | 1980 | 1991 | 2001 | 2011 | 2021 |
| -------------- | ---- | ---- | ---- | ---- | ---- | ---- | ---- | ---- | ---- | ---- | ---- | ---- | ---- | ---- | ---- |
| Počet obyvatel | 158  | 151  | 129  | 109  | 88   | 88   | 67   | 42   | 41   | 36   | 43   | 32   | 26   | 31   | 22   |
| Počet domů     | 19   | 19   | 19   | 18   | 17   | 16   | 17   | 14   | 14   | 11   | 11   | 16   | 16   | 16   | 16   |

## Obecní správa
Při sčítání lidu v letech 1850–1975 Krutěnice byly osadou obce Ústaleč, se kterým patřily nejprve do okresu Klatovy, ale v roce 1950 v okrese Horažďovice a od roku 1960 opět v okrese Klatovy. Od 1. ledna 1976 jsou částí města Nalžovské Hory v okrese Klatovy.

## Galerie

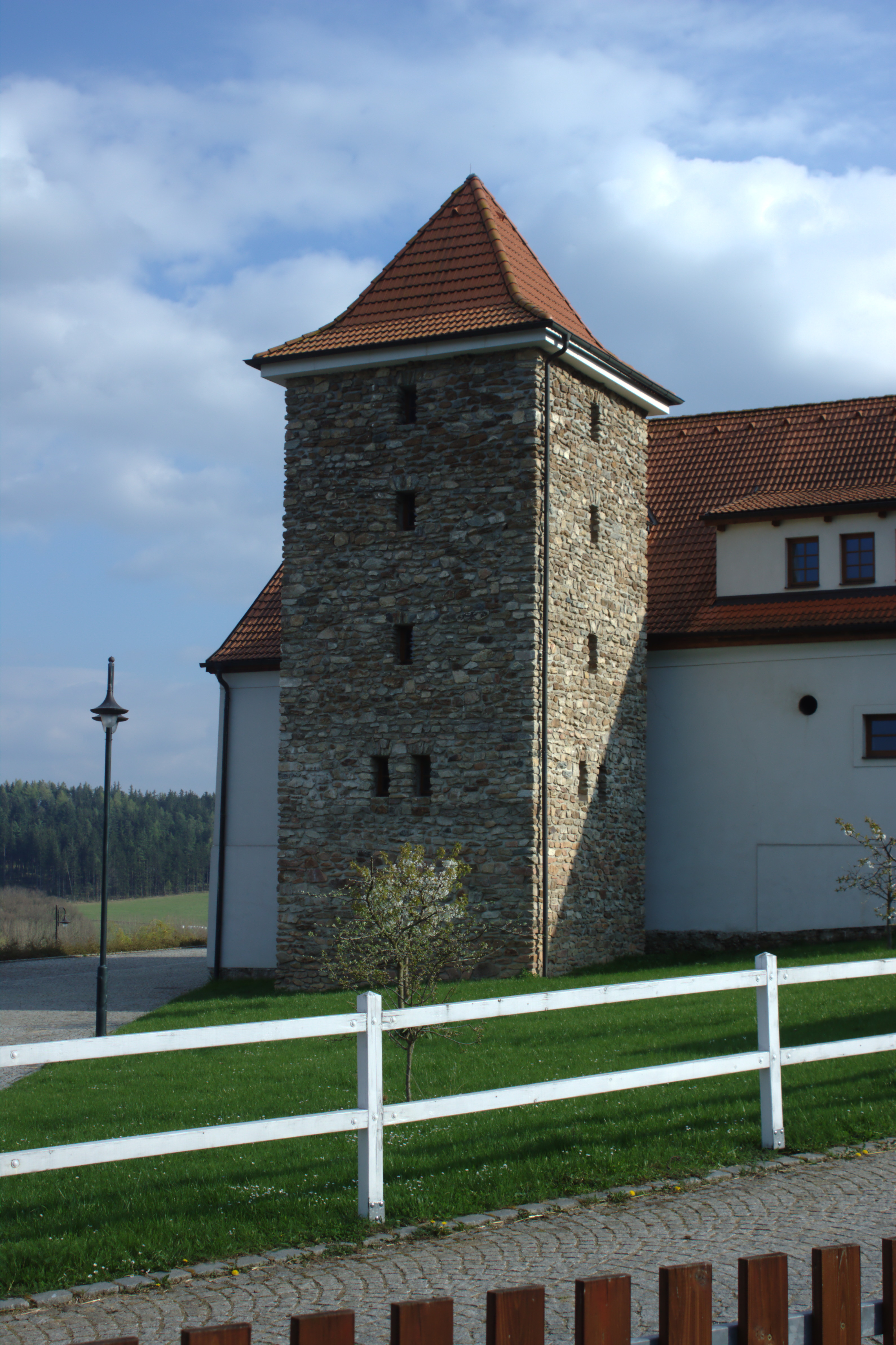
Věž
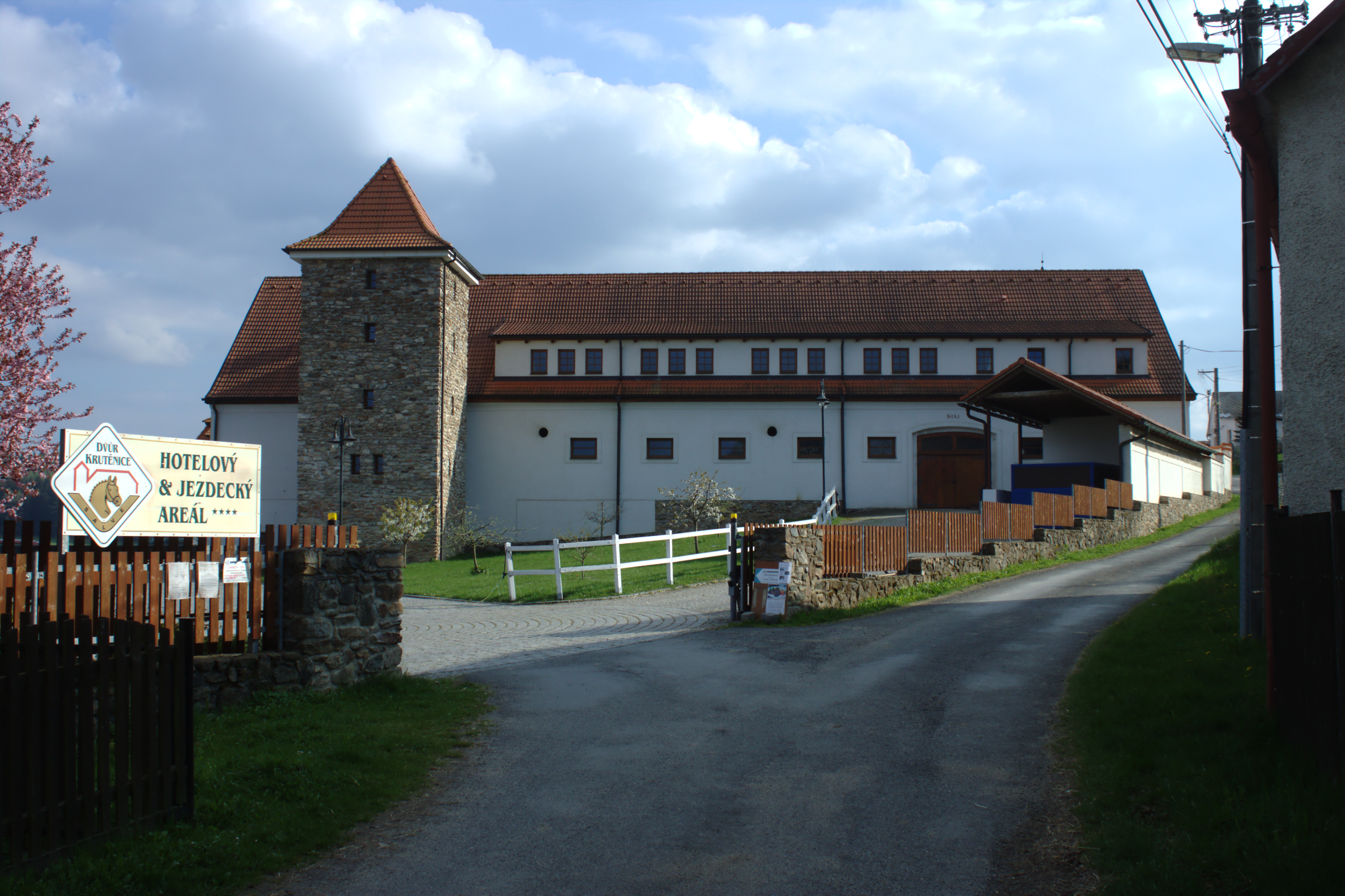
Dvůr zámku
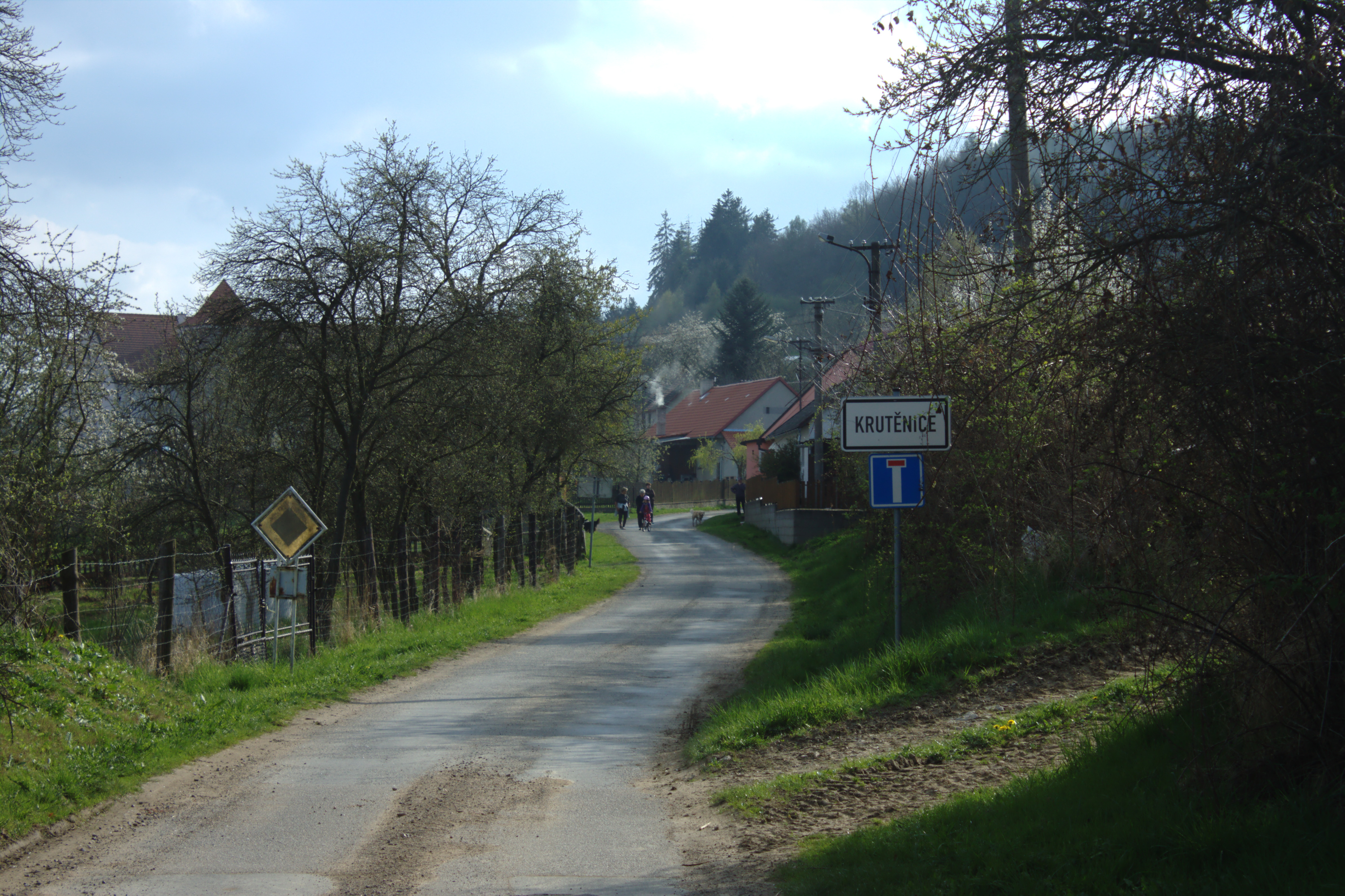
Začátek obce